# Чернёвци
Чернёвци (болг. Черньовци) — село в Болгарии. Находится в Кырджалийской области, входит в общину Кырджали. Население составляет 88 человек.

## Политическая ситуация
В местном кметстве Мост, в состав которого входит Чернёвци, должность кмета (старосты) исполняет Лятиф Мехмед Расим (Движение за права и свободы (ДПС)) по результатам выборов правления кметства.
Кмет (мэр) общины Кырджали — Хасан Азис (Движение за права и свободы (ДПС)) по результатам выборов в правление общины.